# 普利尚库尔
普利尚库尔（法語：Plichancourt，法語發音：[pliʃɑ̃kuʁ]）是法国马恩省的一个市镇，属于维特里勒弗朗索瓦区。

## 地理
普利尚库尔（48°44'47"N, 4°40'30"E）面积5.89 平方千米，位于法国大東部大區马恩省，该省份为法国东北部内陆省份，北起阿登省，西北接埃纳省，西南接塞纳-马恩省，南至奥布省，东南接上马恩省，东临默兹省。
与普利尚库尔接壤的市镇（或旧市镇、城区）包括：布吕松、法夫雷斯、梅尔洛、乌特勒蓬、蓬蒂永、兰斯拉布吕莱、佩尔图瓦地区维特里。

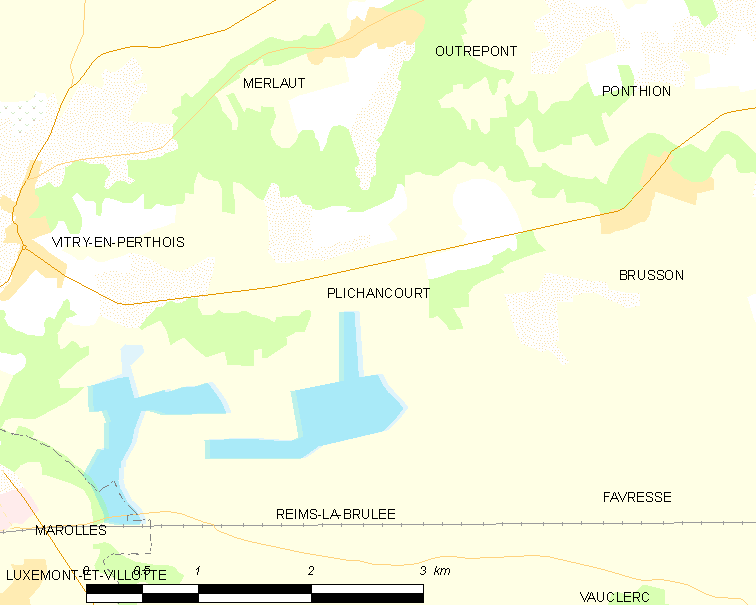
普利尚库尔的OSM定位图

普利尚库尔的时区为UTC+01:00、UTC+02:00（夏令时）。

## 行政
普利尚库尔的邮政编码为51300，INSEE市镇编码为51433。

## 政治
普利尚库尔所属的省级选区为塞迈兹莱班县。

## 人口

1962-2008年间普利尚库尔人口变化图示

普利尚库尔于2022年1月1日时的人口数量为250人。